# Polyosma laetevirens
Polyosma laetevirens är en tvåhjärtbladig växtart som beskrevs av William Griffiths och Charles Baron Clarke. Polyosma laetevirens ingår i släktet Polyosma och familjen Escalloniaceae. Inga underarter finns listade i Catalogue of Life.